# Radio Televizija Republike Srpske
La Radio Televisión de la República Serbia o República Srpska (en serbio, Радио Телевизија Републике Српске (PTPC); en croata, Radio Televizija Republike Srpske), más conocida por sus siglas RTRS, es la cadena pública a nivel de entidad que opera propios servicios de radio y televisión en la República Srpska.
Fue fundada el 19 de abril de 1992 con el nombre de Srpska radiotelevizija. RTRS emite un programa de 24 horas conocido como Televizija Republike Srpske y un canal de radio llamado Radio Republike Srpske. También está Music Production of RTRS, que fue establecido en 2011. La sede de RTRS está en Bania Luka. Los estudios regionales de radio y televisión están en las ciudades bosnias de Prijedor, Sarajevo Oriental, Bijeljina, Trebinje y Brčko.
Los programas de radio y televisión están producidos principalmente en serbio, en alfabeto croata o cirílico serbio. Desde abril de 2013, la RTRS posee programas que son emitidos en Eutelsat 16A.
A enero de 2015, RTRS consiste de tres unidades organizativas:
- Radio Republike Srpske (Радио Републике Српске) – servicio de radio pública.
- Televizija Republike Srpske (Телевизија Републике Српске) – canal de televisión pública.
- MP RTRS (Музичка продукција РТРС) – producción de música de RTRS.

Hay una corporación pública en el establecimiento que debería estar formada por todas las emisoras públicas de Bosnia y Herzegovina.
El 19 de abril de 2015, RTRS empezó a emitir un segundo canal llamado RTRS Plus.

## Historia
Los primeros programas experimentales de la Radio Banja Luka fueron emitidos el 25 de enero de 1967, y no fue hasta el 2 de febrero de ese año cuando empezaron los programas regulares. En mayo de 1992, Radio Banja Luka se convierte en un centro de información técnica de la radio serbia, cuya oficina principal estaba en Pale.
Más tarde, en diciembre de 1993, la Srpska radiotelevizija (Radio Televisión Serbia) se fundó, y los programas de Banja Luka TV y sus estudios de radio se emitieron bajo demanda. 
En la actualidad, Radio Republike Srpske tiene un personal permanente de 100 periodistas, editores, cámaras, colaboradores musicales y organizadores.